# فهرست روان‌شناسان
این نوشتار دربردارنده فهرستی از روان‌شناسان شناخته‌شده است.

## آ
- کارل آبراهام
- آلفرد آدلر
- دیوید آزوبل
- گوردون آلپورت، روان‌شناسی شخصیت
- جیمز رولند آنجل
- هانس آیزنک

## الف
- ابن ربن طبری
- ابن رشد
- ابوزید بلخی
- هرمان ابینگ هاوس
- اریک اریکسون
- میلتون اریکسون
- الیزابت اسپلکی
- هری استک سالیوان
- رابرت استرنبرگ
- ویکتور اسکومین
- بی اف اسکینر، بنیانگذار رفتارگرایی رادیکال
- سالومون اش
- کارل اشتومپف
- کورت اشنایدر
- دانیل ال-کونین
- آلبرت الیس، بنیانگذار رفتار درمانی معقول، پدر رفتار درمانی شناختی
- هانس ایسنک
- باربل اینهلدر

## ب
- فردریک بارتلت
- دیوید باس
- جان بالبی، نظریه دلبستگی
- ولادیمیر بختیرف (Vladimir M. Bekhterev)
- ناتانیل براندن
- محمد نقی براهنی
- کلاود برنارد
- فرانتس برنتانو
- جروم برونر
- امیل آدولف ون برینگ
- آلبرت بندورا
- ویلفرد بیون
- اریک برن تحلیل رفتار متقابل
- یوزف برویر

## پ
- ایوان پاولف
- فریتس پرل
- مایکل پوسنر

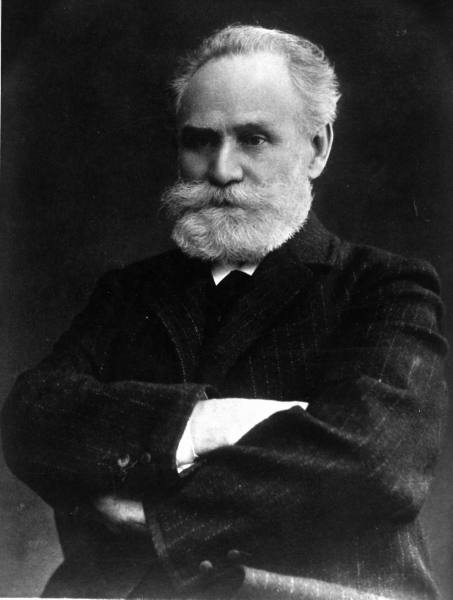

- ژان پیاژه، نظریه رشد مرحله‌ای پیاژه و معرفت‌شناسی تکوینی

## ت
- آن ترایسمن
- لوویگو تسکی
- ادوارد چیس تولمن
- ادوارد برادفورد تیچنر

## ث
- ادوارد لی ثرندایک

## ج
- ویرجینیا جانسون
- ارنست جونز
- مری کاور جونز
- ویلیام جیمز، نظریه احساس جیمز-لانگه، روان‌شناسی دین
- جولیان جینز

## چ
- نوآم چامسکی
- نانسی چودروف

## د
- جان دارلی
- روبن دانبار
- وین دایر
- باربارا دی آنجلیس
- ویلهلم دیلتای
- جان دیویی، روان‌شناسی کارکردگرا

## ر
- آنتونی رابینز
- کارل راجرز
- اتو رانک
- ویلهلم رایش
- شارل ریشه
- رابرت رزنتال

## ز
- جوزف زوبین
- فیلیپ زیمباردو

## س
- مارتین سلیگمن، درماندگی آموخته‌شده، روان‌شناسی مثبت‌گرا
- علی‌اکبر سیاسی
- هربرت الکساندر سیمون، جایزه نوبل

گ

## ش
- ژان-مارتن شارکو
- سعید شاملو
- علی اکبر شعاری نژاد
- استنلی شکتر

## ف
- آنا فروید
- زیگموند فروید
- لئون فستینگر، ناهماهنگی شناختی

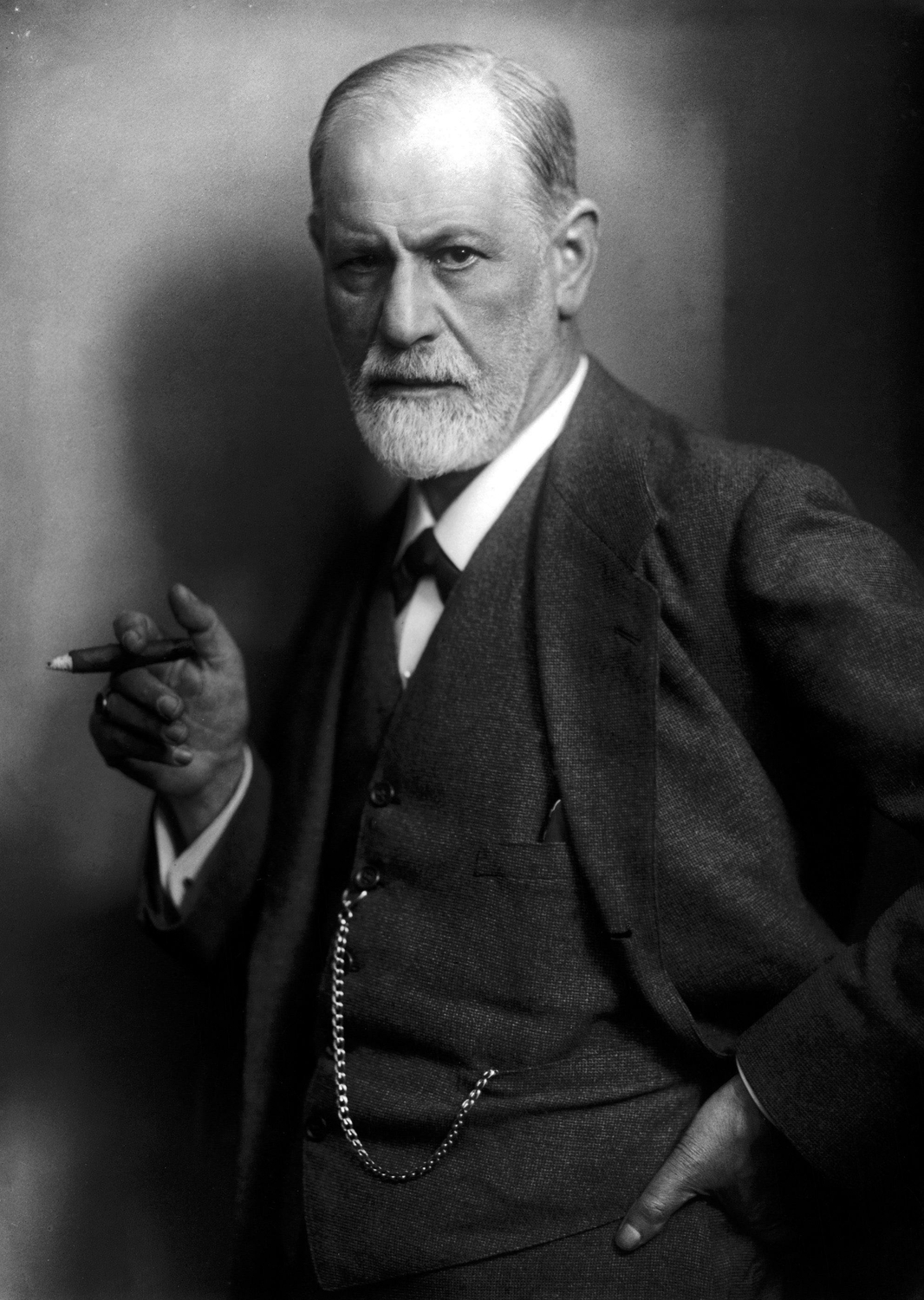

- ویکتور فرانکل، بنیانگذار معنادرمانی
- اریش فروم
- گوستاو تئودور فخنر، بنیانگذار روان‌فیزیک

## ک
- ریموند کاتل، تحلیل عاملی، پنج عامل بزرگ شخصیت
- هاروی آ. کار
- علی محمد کاردان
- کورت کافکا
- جرومی کاگان، یکی از پایه‌گذاران گشتالت
- دنیل کانمن، جایزه نوبل اقتصاد
- جیمز مک‌کین کتل
- ریموند کاتل
- ملانی کلاین
- دیوید ای کلب
- لارنس کلبرگ، نظریه مراحل رشد اخلاقی لارنس کلبرگ
- جرج کلی
- آلبرت کوسل
- ولفگانگ کهلر
- جرومی کاگان
- رابرت کلونینجر
- هاینتس کوهوت

## گ
- ادوین ری گاتری
- هوارد گاردنر
- سر فرانسیس گالتون
- آندره گرین
- دانیل گولمن
- هوراکیو اتچه گوین
- جیمز جی. گیبسون
- ویلیام گلاسر

## ل
- آلکسی لئونتیف
- بیب لاتانه
- ژاک لاکان
- تیموتی لری
- کارل لشلی
- کنراد لورنتس
- الکساندر لوریا
- کورت لوین، روان‌شناسی اجتماعی

## م
- جیمز جی. مارچ
- مارگارت ماهلر، مجاری، چهره مرکزی در روان‌کاوی
- التون مایو
- مجوسی اهوازی
- آبراهام مزلو، هرم سلسله مراتب نیازهای مزلو
- مسترز و جانسون، سکسولوژی
- ویلیام مکدوگال
- دیوید مک کللند
- فیل مک گراو
- محمود منصور
- رولو می
- ریموند مودی
- هنری مورای
- جیکوب ال. مورنو، سایکودراما
- جورج الیاس مولر
- هوگو مونستربرگ
- رولو می
- جورج هربرت مید
- والتر میشل
- جرج آرمیتیج میلر
- نیل ای. میلر، پس‌خوراند زیستی

## ه
- هری هارلو
- کلارک ال. هال
- گرانویل استنلی هال
- دونالد او. هب
- جان فردریش هربارت
- هرمان فون هلمهولتز
- جان هنری هلند
- کارن هورنای

## و
- پاول واتسلاویک
- جان بی. واتسون، رفتارگرایی واتسونی
- مارگارت فلوی واشبرن
- هنری والون
- ماریا لوییز وان فرانتس
- مایکل وایت، بنیانگذار روایت‌درمانی
- ریچارد وایزمن
- ارنست هاینریش وبر
- مایکل ورتایمر

- ماکس ورتایمر
- ژوزف ولپی
- رابرت سشنز وودورث
- رابرت اس. وودورث

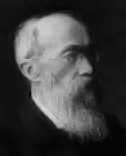

- ویلهلم وونت، پدر روان‌شناسی آزمایشی
- آلبرت پی. ویس
- لو ویگوتسکی
- کن ویلبر

## ی
- آروین د. یالوم
- روبرت یرکیز
- کارل گوستاو یونگ، روان‌شناسی تحلیلی
- جفری یانگ